# La Fémis

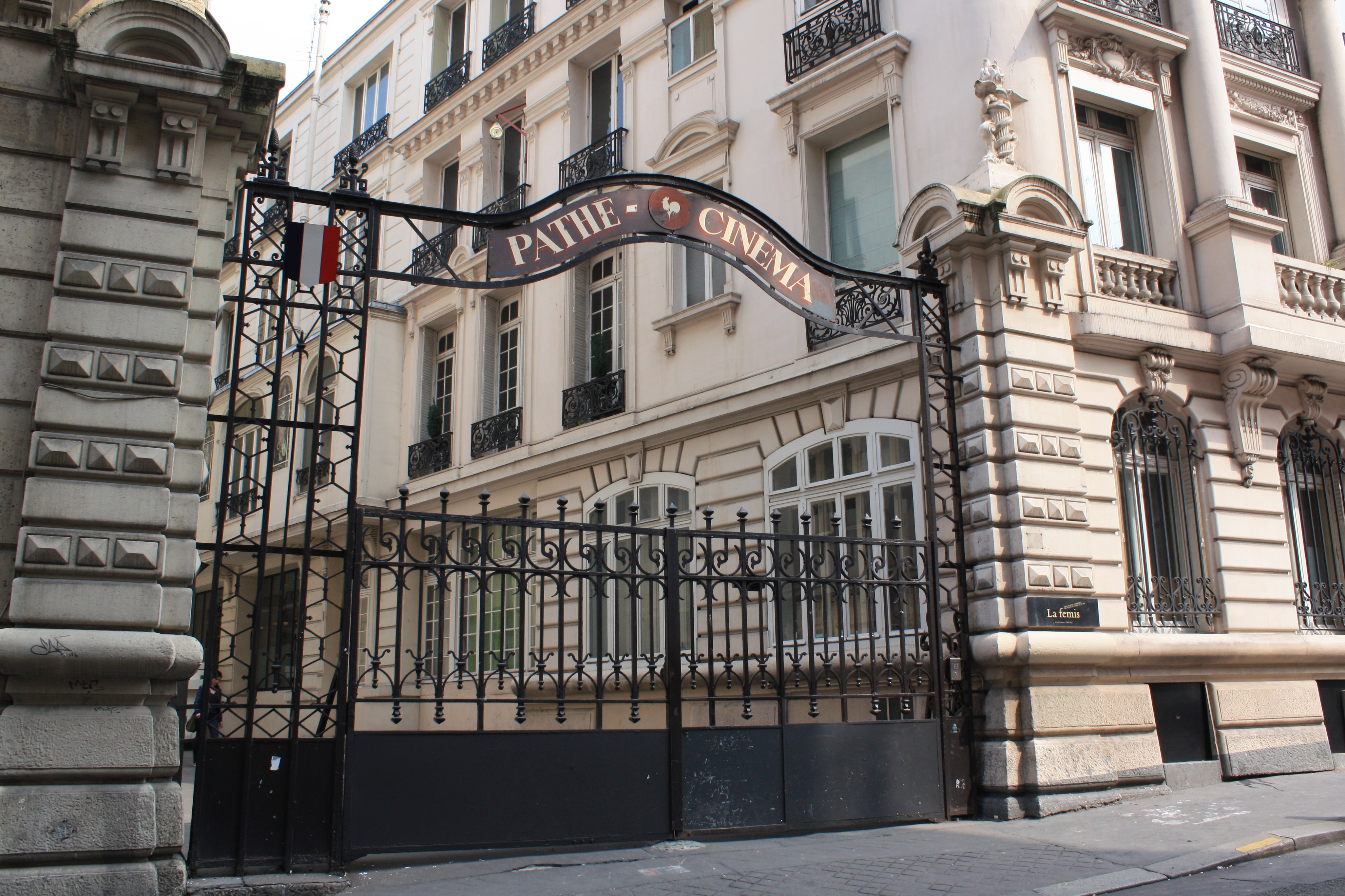
Sede de la Femis, no antigo estúdio da Pathé

A École nationale supérieure des métiers de l'image et du son (ou ENSMIS), conhecida como La Fémis (acrônimo correspondente à sua antiga denominação Fondation européenne des métiers de l'image et du son), é um estabelecimento público de ensino superior francês, ligado ao Ministério da Cultura da França e ao Centre national du cinéma et de l'image animée. 
Sediada em Paris, a Escola oferece ensino técnico e artístico destinado a formar profissionais de audiovisual e cinema. La Fémis foi fundada em 1986, sucedendo ao Institut des hautes études cinématographiques (IDHEC), fundado em 1943. 